# Heat Vision and Jack
Heat Vision and Jack var en foreslået komedie/science-fiction tv-serie instrueret af Ben Stiller og med Jack Black, Owen Wilson og Ron Silver i hovedrollerne. Christine Taylor og Vincent Schiavelli gæstestjerne i pilotepisoden, den eneste filmede episode. Da Fox Network ikke købte serien, fik piloten en kult status, og blev udgivet online. Serien blev skrevet og produceret af Dan Harmon og Rob Schrab fra Scud: The Engangs Assassin, Kanal 101, "Dead Alewives" og The Sarah Silverman Program. Det blev præsenteret som en del af mockumentaryen "Tropic Thunder – Rain of Madness", hvor karakteren "Jeff Portnoy" spillede rollen som Jack Austin. Ifølge et interview den 27. marts 2007 med Rob Schrab, blev det afsløret at der blev arbejdet på en Heat Vision and Jack-spillefilm.

## Karaktere
- Jack Austin, en tidligere astronaut. Han blev udsat for uhensigtsmæssige mængder af solenergi, der har givet ham superintelligens. Han synes at miste denne intelligens om natten, men det kræves kun jord-normale mængder af dagslys for at genaktivere den. Hans slagord er "I know EVERYTHING!" og "Knowledge is power... for real." Han er spillet af Jack Black.
- Heat Vision, en talende motorcykel. Han blev skabt, da Jack's arbejdsløse værelseskammerat Doug blev skudt af en stråle, hvilket fik ham til at fusionere med sin motorcykel. Han er i stand til tale og kan slås ved at køre ind i modstandere. Han er ude af stand til at bruge dørhåndtag og er ude af stand til at rette sig op, hvis han bliver skubbet over. Han er stemmelagt af Owen Wilson.
- Ron Silver, hovedskurken. Han arbejder for NASA, og vil gøre alt der står i hans magt for at fange eller dræbe Jack Austin. Han synes at være usårlig. Efter at have overlevet at blive skudt på og senere vise stor irritation, lader han ikke til at have fået nogen skader eller smerter, selvom han faktisk er blevet skudt. Han er spillet af sig selv.
- En unavngiven sherif, spillet af gæstestjernen Christine Taylor. Ben Stiller og Christine Taylor, der nu er mand og kone mødtes på settet af Heat Vision and Jack.
- En kok ved navn Frank, som bliver besat af en alien og derefter kalder sig selv Paragon. Han er spillet af Vincent Schiavelli.

## Plotopdeling
Piloten åbner med en monolog af Ben Stiller, der snakker om hans aflyste show og en Emmy han vandt, samt en sarkastisk kritik af George Lucas. Showet åbnes og forklarer, hvordan Heat Vision blev til og Jack's nye egenskab, som han fik, mens han var i rummet, hvilket fungerer som en hyldest til Fantastic Four. Åbningen krediterer en visuel reference til både The Six Million Dollar Man og Buck Rogers i 25. Century.
En politimand siger til Ron Silver: "I just rented Timecop. You were the bad guy in Timecop." ("Jeg har lige lejet Timecop. Du var skurken i Timecop").
Stiller har en cameo rolle som DJ i en stripklub, hvor Paragon angriber flere strippere og klubansatte.

## References
1. ↑  Kiel Phegley (27. marts 2007). "Schrab saves scud". wizarduniverse. Arkiveret fra originalen 4. november 2007. Hentet 2008-01-12. 
WIZARD:And the “Heat Vision and Jack” screenplay is waiting for approval, or where is that?

SCHRAB: Yeah, we’re still in the first draft stage. It’s like right now everyone is onboard, and Jack wants to do it, and [Ben] Stiller has his own personal project, but he’s saying he loves it and he wants to do it. I just have to get the right script and make sure that everyone who wants to be involved with it has the time to do it because Jack’s doing a movie like every other month, and he has a kid now. {{cite web}}: line feed character i |quote= på position 98 (hjælp)